# Blandt københavnske Apacher
Blandt københavnske Apacher (også kendt som Cigar-Arbejderskens Roman) er en dansk stum dramafilm fra 1911 produceret af Fotorama. Filmen er instrueret af Ernst Munkeboe efter manuskript af Axel Breidahl.
Filmen handler om småkriminelle, såkaldte “apacher”, i Københavns underverden. Der er alene bevaret et kort fragment på 2 minutter af filmen. 
Filmen havde dansk premiere i Løvebiografen den 27. marts 1911. 
Filmen blev anmeldt af Politiken, der beskrev filmen som "underholdende ved den lange række af afvekslende optrin" og roste Christel Holchs skuespil. Filmen blev særdeles populær, og fik et stort publikum. Succesen var medvirkende til, at Løvebiografens ejere indså, at Løvebiografen ikke havde pladser nok til at imødekomme publikums interesse for "levende billeder", og ejerne lukkede senere samme år Løvebiografen og åbnede i stedet en ny og større biograf længere nede ad Strøget, Victoria-Teatret.

## Handling
Da det opdages, at Fanny, en fattig cigararbejderske, frekventerer fabrikantens rige søn, forvises hun fra både hjem og arbejde. Alt håb synes ude for Fanny, men lykken vender, da hun antages som cigarrullerske hos en cigarforretning – tror hun. Det viser sig hurtigt, at "cigarforretningen" er skalkeskjul for mere lyssky anliggender. Sammen med “Piphans” og andre banditter skal Fanny nemlig rulle noget helt andet end cigarer. 

## Medvirkende
- Christel Holch, som cigararbejdersken Fanny
- Bernhard Lehmann, som John, fabrikantens søn
- Frederik Buch, som Piphans, vagabond
- Oscar Holst
- Henry Seemann
- Jonna Krentz-Hindberg
- Gunnar Helsengreen
- William Petersen